# Landtagswahlkreis Oberbergischer Kreis I
Der Landtagswahlkreis Oberbergischer Kreis I (Organisationsziffer 23) ist einer von derzeit 128 Wahlkreisen in Nordrhein-Westfalen, die jeweils einen mit der einfachen Mehrheit direkt gewählten Abgeordneten in den Landtag entsenden.
Zum Wahlkreis 23 Oberbergischer Kreis I gehören die kreisangehörigen Städte und Gemeinden Gummersbach, Hückeswagen, Lindlar, Marienheide und Wipperfürth im nördlichen Oberbergischen Kreis.
Seit der Landtagswahl 2017 gehört die Stadt Radevormwald nun dem Landtagswahlkreis Remscheid - Oberbergischer Kreis III an.

## Landtagswahl 2022
Die Landtagswahl in Nordrhein-Westfalen 2022 fand am Sonntag, dem 15. Mai 2022, statt.
| Gegenstand der Nachweisung | Gegenstand der Nachweisung | Erst- stimmen | Erst- stimmen | Zweit- stimmen | Zweit- stimmen |
| Bewerber                   | Partei                     | Anzahl        | %             | Anzahl         | %              |
| -------------------------- | -------------------------- | ------------- | ------------- | -------------- | -------------- |
| Wahlberechtigte            | Wahlberechtigte            | 91 825        | 100           | 91 825         | 100            |
| Wähler                     | Wähler                     | 51 888        | 56,5          | 51 888         | 56,5           |
| Ungültige Stimmen          | Ungültige Stimmen          | 532           | 1             | 415            | 0,8            |
| Gültige Stimmen            | Gültige Stimmen            | 51 356        | 100           | 51 473         | 100            |
| davon                      |                            |               |               |                |                |
| Christian Berger           | CDU                        | 21 823        | 42,5          | 20 798         | 40,4           |
| Thorben Peping             | SPD                        | 12 976        | 25,3          | 11 953         | 23,2           |
| Annette Pizzato            | FDP                        | 2 589         | 5             | 3 041          | 5,9            |
| Bernd Rummler              | AfD                        | 3 814         | 7,4           | 3 763          | 7,3            |
| Uwe Söhnchen               | GRÜNE                      | 8 232         | 16            | 7 753          | 15,1           |
| Marko Wegner               | DIE LINKE                  | 1 237         | 2,4           | 1 007          | 2              |
|                            | PIRATEN                    | –             | –             | 157            | 0,3            |
|                            | Die PARTEI                 | –             | –             | 534            | 1              |
|                            | FREIE WÄHLER               | –             | –             | 334            | 0,6            |
|                            | BIG                        | –             | –             | 21             | 0              |
|                            | ÖDP                        | –             | –             | 72             | 0,1            |
|                            | Volksabstimmung            | –             | –             | 49             | 0,1            |
|                            | MLPD                       | –             | –             | 11             | 0              |
|                            | DIE VIOLETTEN              | –             | –             | 30             | 0,1            |
|                            | Gesundheitsforschung       | –             | –             | 54             | 0,1            |
|                            | ZENTRUM                    | –             | –             | 29             | 0,1            |
|                            | DKP                        | –             | –             | 8              | 0              |
| Peter Wittfeld             | dieBasis                   | 685           | 1,3           | 623            | 1,2            |
|                            | DSP                        | –             | –             | 38             | 0,1            |
|                            | du.                        | –             | –             | 23             | 0              |
|                            | LIEBE                      | –             | –             | 65             | 0,1            |
|                            | FAMILIE                    | –             | –             | 145            | 0,3            |
|                            | neo                        | –             | –             | 34             | 0,1            |
|                            | Die Humanisten             | –             | –             | 47             | 0,1            |
|                            | PdF                        | –             | –             | 66             | 0,1            |
|                            | LfK                        | –             | –             | 45             | 0,1            |
|                            | Tierschutzpartei           | –             | –             | 523            | 1              |
|                            | Team Todenhöfer            | –             | –             | 71             | 0,1            |
|                            | Volt                       | –             | –             | 179            | 0,3            |

## Landtagswahl 2017
Wahlberechtigt waren 93.017 Einwohner. Die Wahlbeteiligung lag bei 65,7 %
| Direktkandidat   | Partei  | Erststimmen in % | Zweitstimmen in % |
| ---------------- | ------- | ---------------- | ----------------- |
| Regina Billstein | SPD     | 30,0             | 27,2              |
| Peter Biesenbach | CDU     | 47,8             | 39,7              |
| Uwe Söhnchen     | GRÜNE   | 4,9              | 5,3               |
| Annette Pizzato  | FDP     | 6,5              | 12,9              |
| Knut Schumann    | PIRATEN | 1,5              | 0,9               |
| Georg Hewald     | LINKE   | 3,7              | 3,9               |
| Bernd Rummler    | AfD     | 5,6              | 6,8               |
| –                | Übrige  | –                | 3,3               |

Der Wahlkreis wird im Landtag durch den Wahlkreisabgeordneten Peter Biesenbach (CDU) vertreten, der dem Parlament seit 2000 angehört und seit 2017 Justizminister im Kabinett Laschet ist.

## Landtagswahl 2012
Wahlberechtigt waren 110.797 Einwohner. Die Wahlbeteiligung lag bei 59,1 %
| Direktkandidat                | Partei         | Erststimmen in % | Zweitstimmen in % |
| ----------------------------- | -------------- | ---------------- | ----------------- |
| Peter Biesenbach              | CDU            | 42,8             | 32,6              |
| Thorsten Konzelmann           | SPD            | 36,1             | 33,7              |
| Elisabeth Pech-Büttner        | GRÜNE          | 6,7              | 9,7               |
| Annette Pizzato               | FDP            | 4,2              | 9,9               |
| Peter Fritz Sebastian Ullmann | LINKE          | 2,0              | 1,9               |
| Knut Schumann                 | Piraten        | 7,6              | 7,5               |
| Waldemar Hink                 | BGD            | 0,1              | -                 |
| Felix Johannes Staratschek    | Einzelbewerber | 0,5              | -                 |

## Landtagswahl 2010
Wahlberechtigt waren 111.697 Einwohner. Die Wahlbeteiligung lag bei 58,4 %
| Direktkandidat             | Partei   | Erststimmen in % | Zweitstimmen in % |
| -------------------------- | -------- | ---------------- | ----------------- |
| Peter Biesenbach           | CDU      | 47,3             | 40,4              |
| Thorsten Konzelmann        | SPD      | 32,6             | 28,7              |
| Konrad Gerards             | GRÜNE    | 8,0              | 11,3              |
| Kai Roland Emde            | FDP      | 4,7              | 7,9               |
| Axel Hofmann               | LINKE    | 4,7              | 4,9               |
| Udo Schäfer                | pro NRW  | 1,8              | 2,3               |
| Felix Johannes Staratschek | ödp      | 1,0              | 0,3               |
| -                          | Sonstige | -                | 4,3               |

## Landtagswahl 2005
| Direktkandidat 2005        | Partei        | 2005 Stimmen in % | 2000 Stimmen in % |
| -------------------------- | ------------- | ----------------- | ----------------- |
| Peter Biesenbach           | CDU           | 53,6              | 43,0              |
| Ursula Mahler              | SPD           | 30,1              | 38,7              |
| Kai Emde                   | FDP           | 6,6               | 10,1              |
| Frank Remmel               | GRÜNE         | 5,0               | 5,2               |
| Wolfgang Merkel            | WASG          | 2,0               | -,-               |
| Jörg Lange                 | NPD           | 1,0               | -,-               |
| Peter Ullmann              | PDS           | 0,8               | 0,8               |
| Bernhard Treudt            | REP           | 0,6               | 1,0               |
| Felix Johannes Staratschek | ödp           | 0,5               | -,-               |
| –                          | UNABH. BÜRGER | -,-               | 1,0               |

## Geschichte
| Wahl | Wahlkreisname             | Gebiet                                                                       | Wahlkreissieger        |
| ---- | ------------------------- | ---------------------------------------------------------------------------- | ---------------------- |
| 2000 | 23 Oberbergischer Kreis I | Gummersbach, Hückeswagen, Lindlar, Marienheide, Radevormwald und Wipperfürth | Peter Biesenbach (CDU) |
| 2005 | 23 Oberbergischer Kreis I | Gummersbach, Hückeswagen, Lindlar, Marienheide, Radevormwald und Wipperfürth | Peter Biesenbach (CDU) |
| 2010 | 23 Oberbergischer Kreis I | Gummersbach, Hückeswagen, Lindlar, Marienheide, Radevormwald und Wipperfürth | Peter Biesenbach (CDU) |
| 2012 | 23 Oberbergischer Kreis I | Gummersbach, Hückeswagen, Lindlar, Marienheide, Radevormwald und Wipperfürth | Peter Biesenbach (CDU) |
| 2017 | 23 Oberbergischer Kreis I | Gummersbach, Hückeswagen, Lindlar, Marienheide und Wipperfürth               | Peter Biesenbach (CDU) |
| 2022 | 23 Oberbergischer Kreis I | Gummersbach, Hückeswagen, Lindlar, Marienheide und Wipperfürth               | Christian Berger (CDU) |